# Rozafa

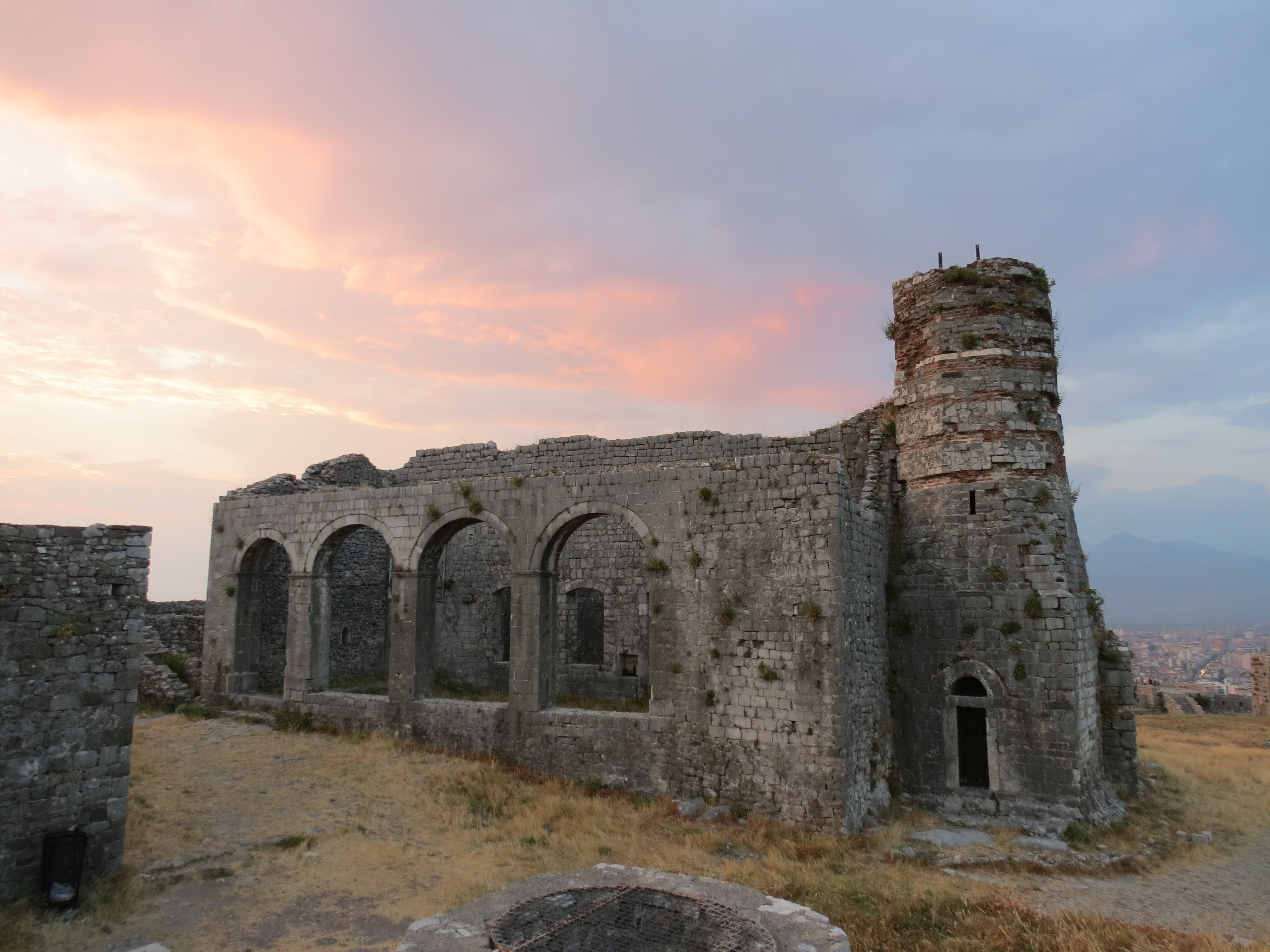
Rozafa

Rozafa är ett slott i den nordalbanska staden Shkodra, byggt på 350-talet f.Kr. Den är belägen på en hög kulle där floderna Buna och Drini flyter samman.

## Galleri

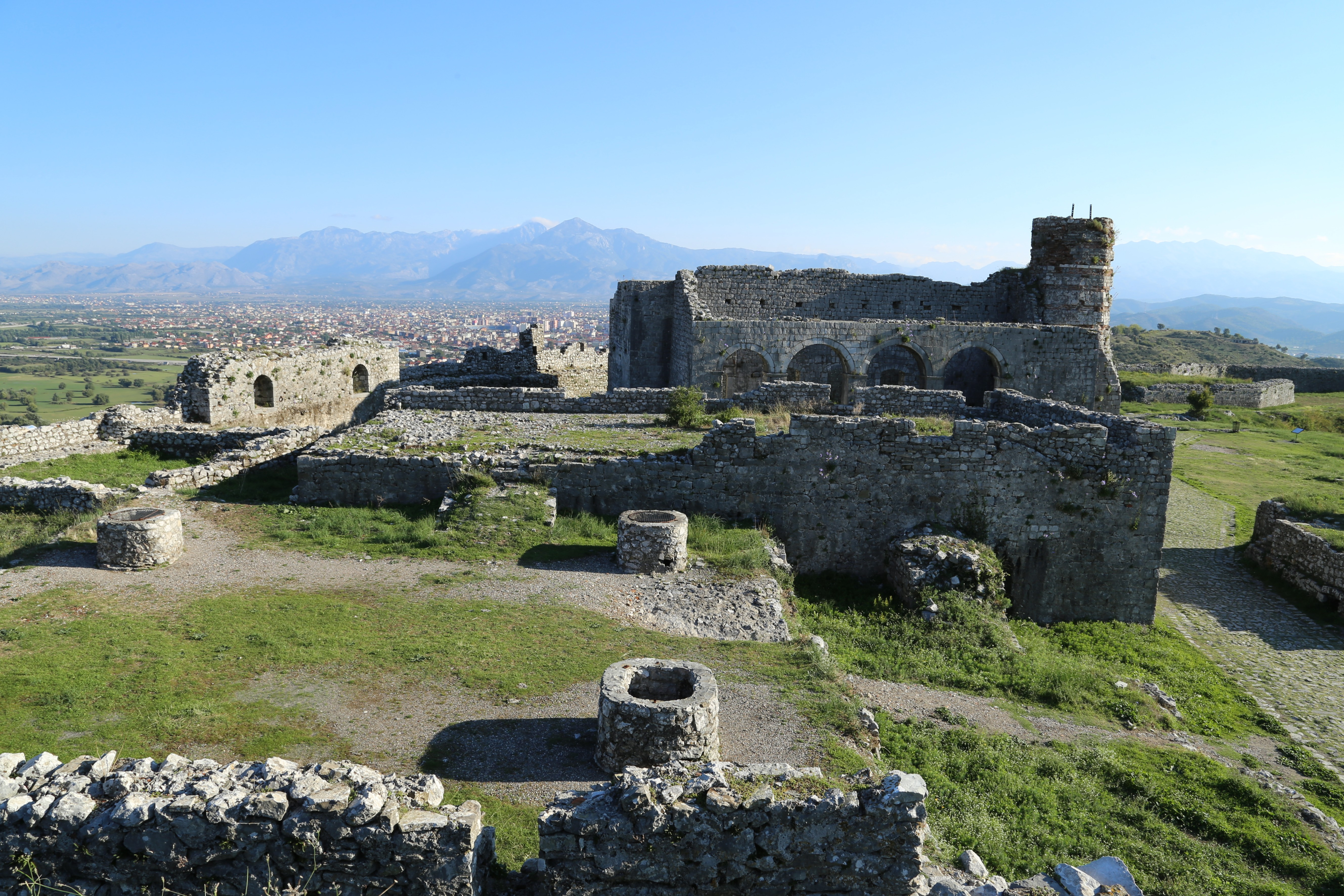
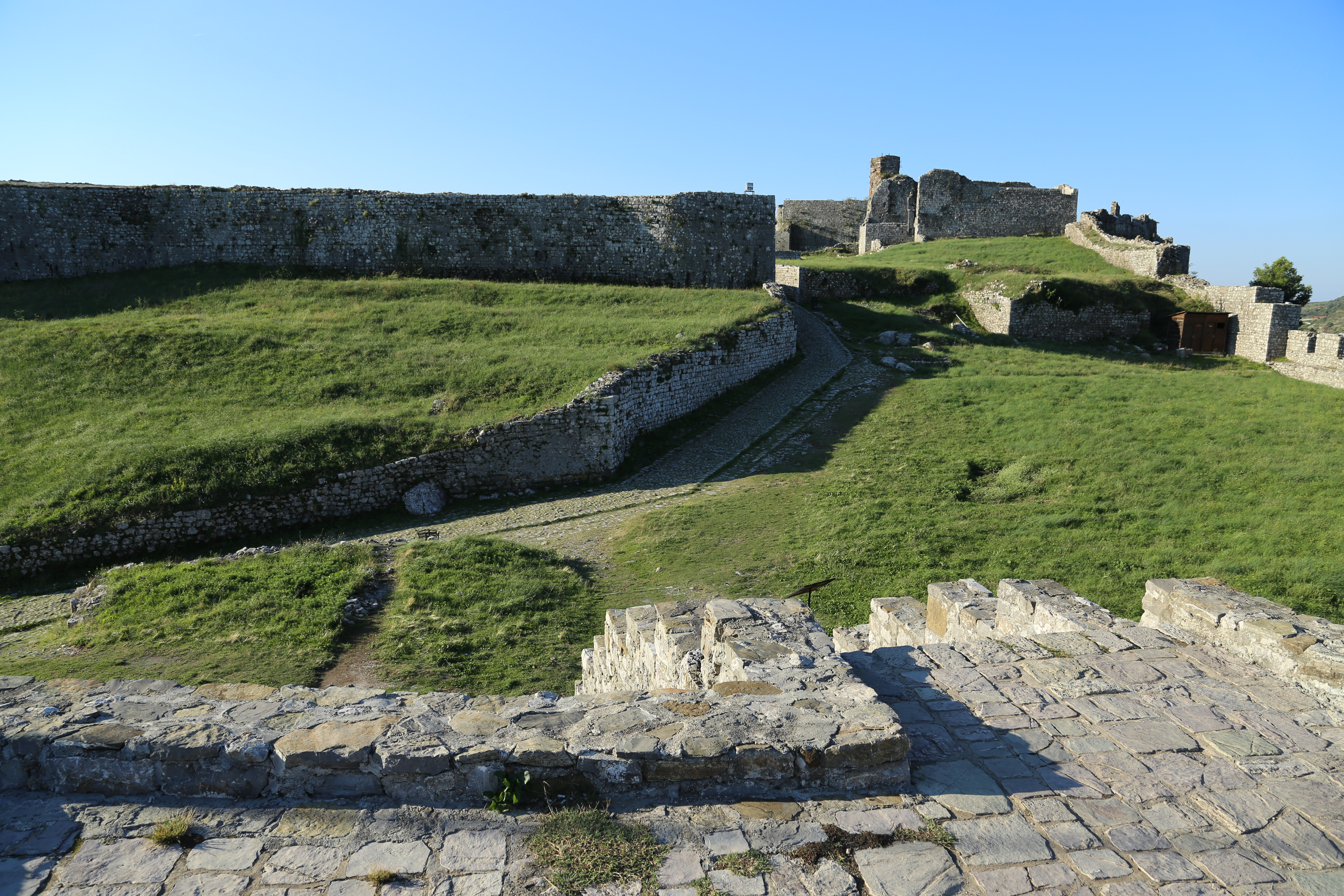
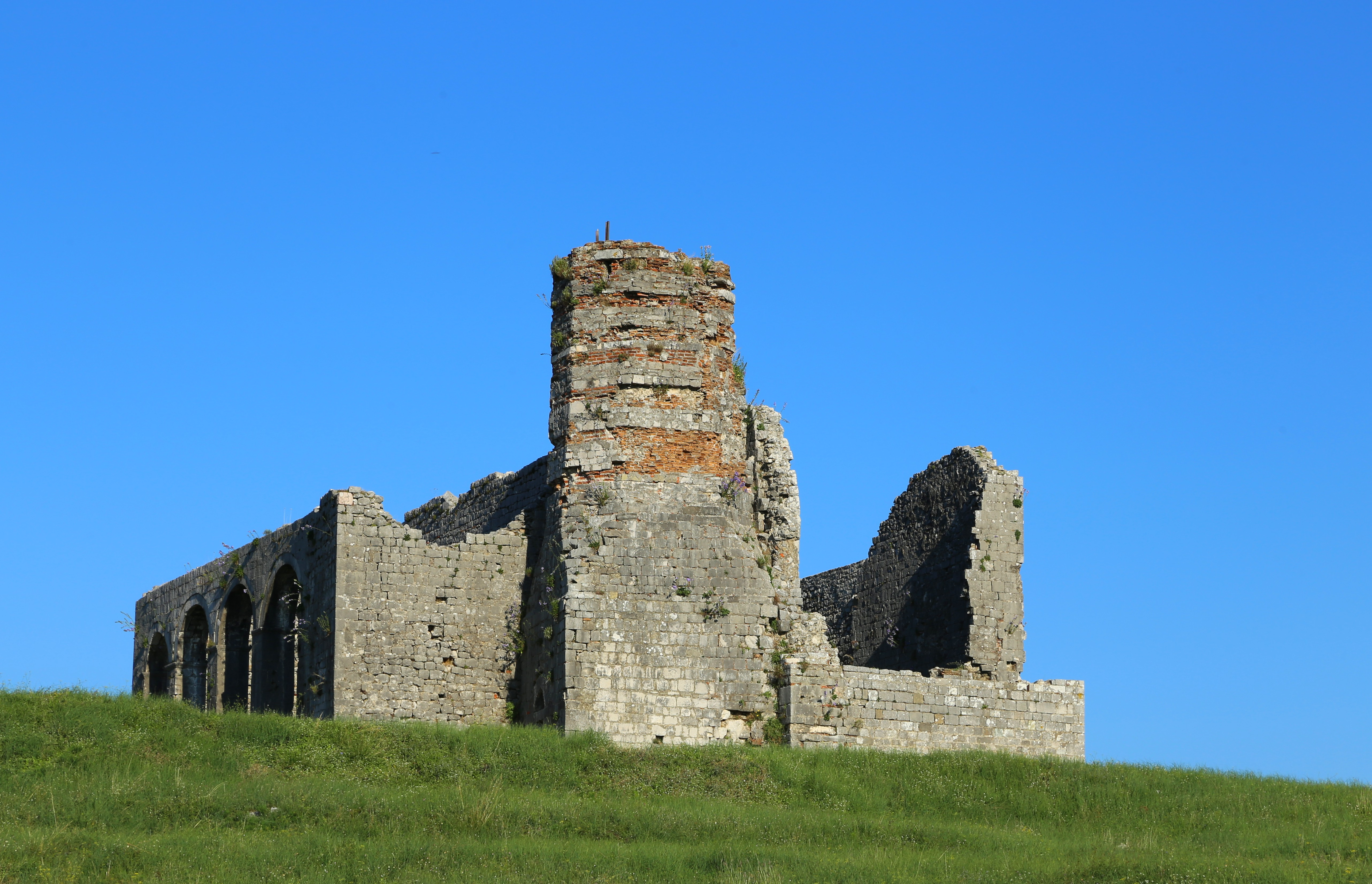
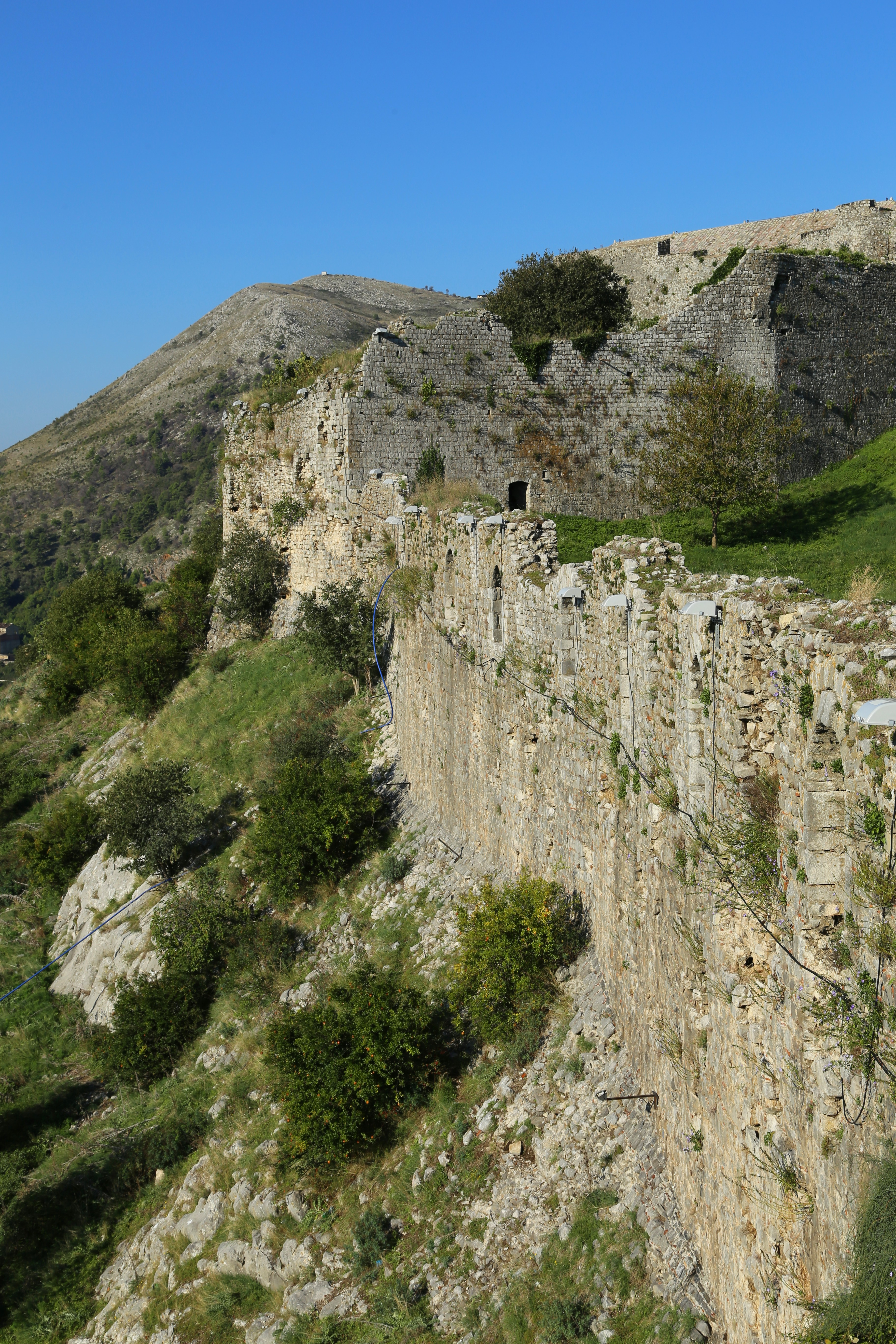
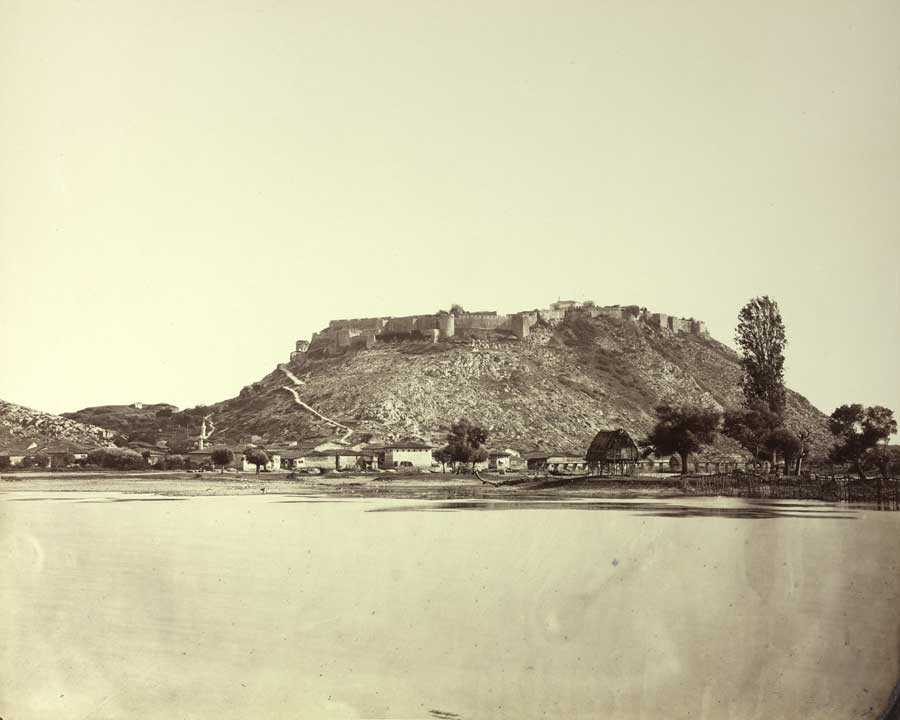
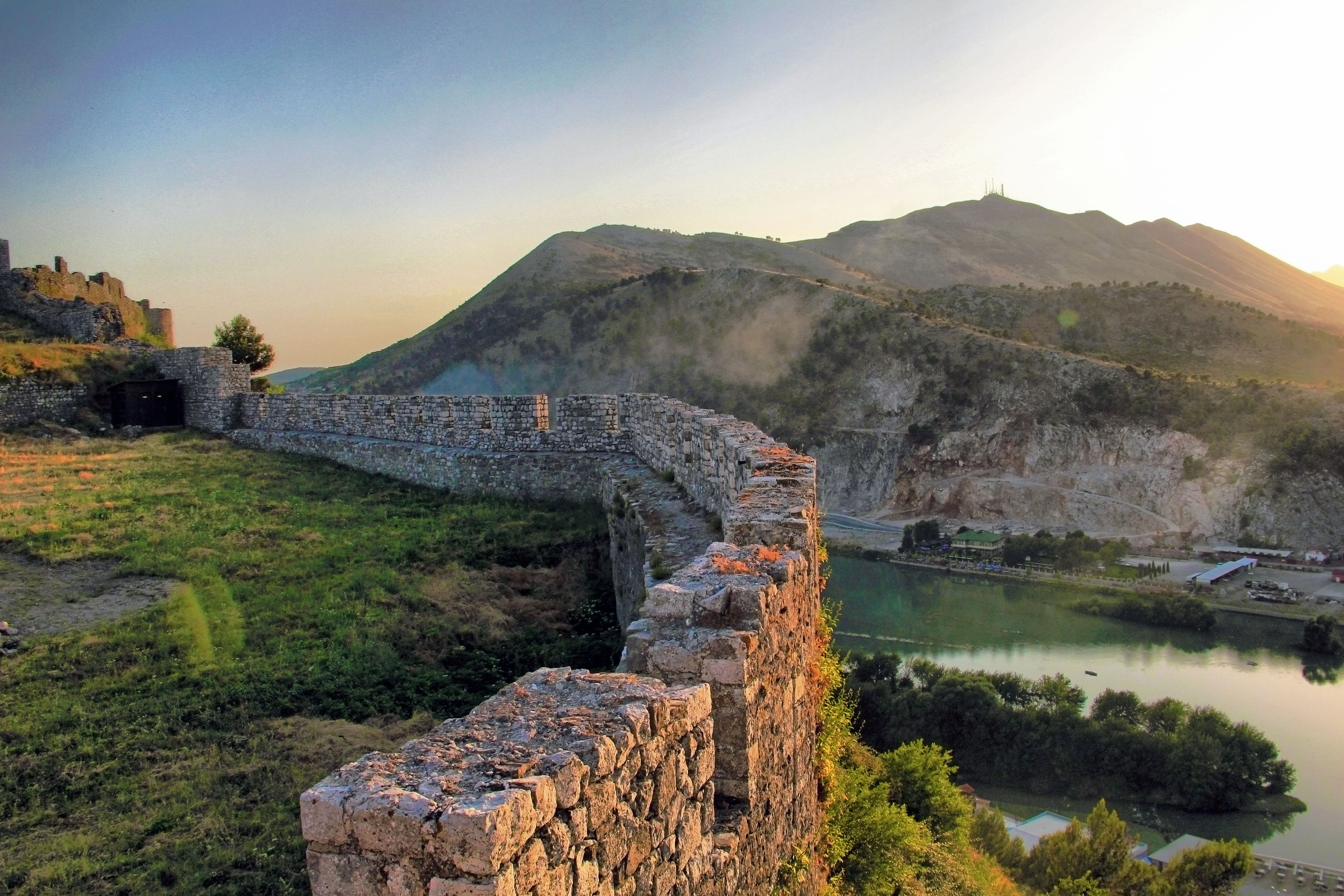
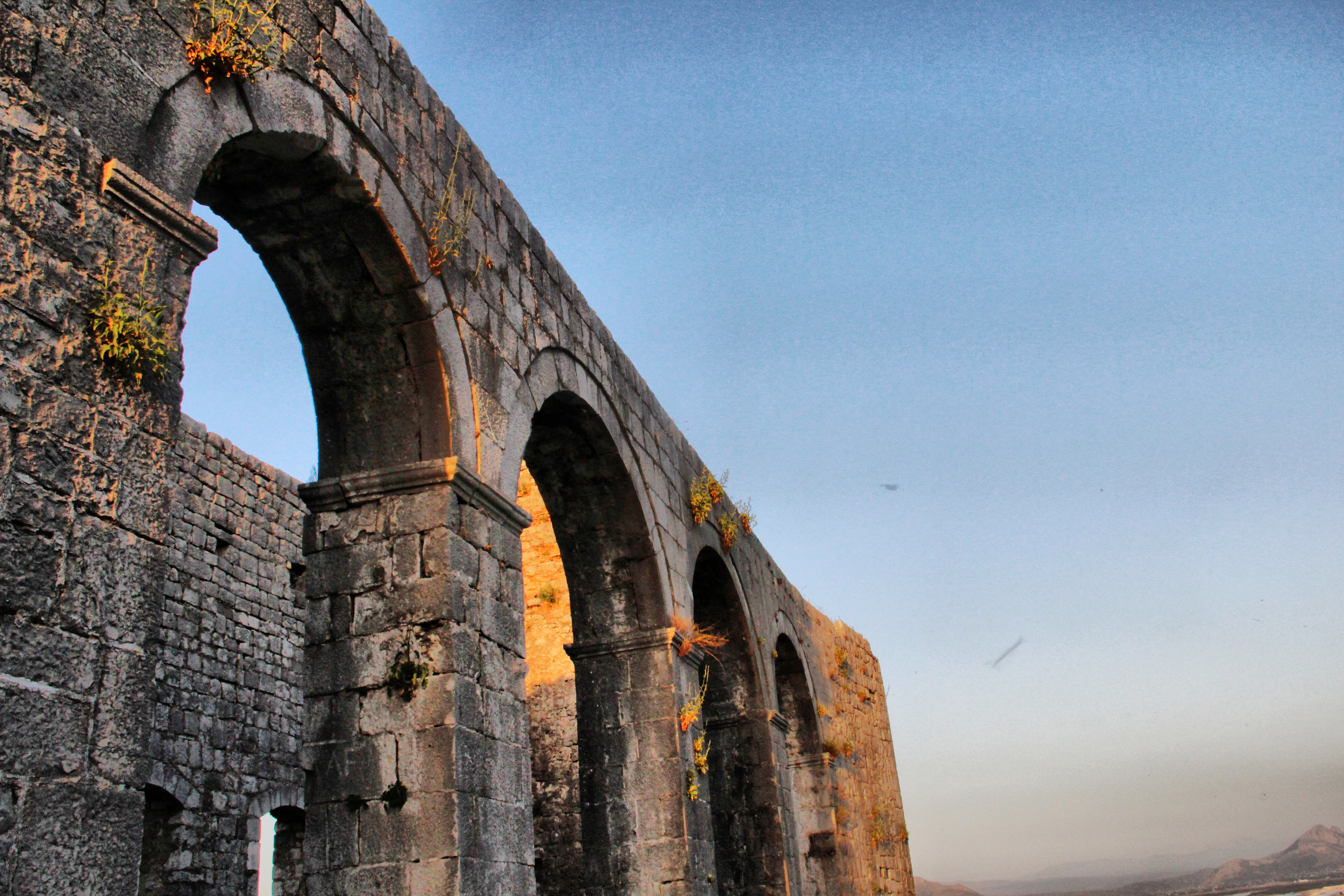